# Volkmar Kohlschütter
Volkmar Kohlschütter, nemški kemik, * 29. avgust 1874, Forchheim, Nemčija, † 10. september 1938, Bern, Švica.
Kohlschütter je po študiju na Univerzi v Freiburgu in Univerzi v Leipzigu diplomiral na Univerzi v Münchnu.
Po habilitaciji je skupaj z Johannesom Thielejem odšel na Univerzo v Strasbourgu.
Leta 1909 je postal redni profesor splošne in anorganske kemije na Univerzi v Bernu. 
Velja za utemeljitelja topokemije, področja fizikalne kemije, ki se ukvarja z reakcijami na ali v trdninah, za razliko od običajnih kemijskih reakcij, ki nastopajo v kapljevinah ali plinih.
1. 1 2  Record #116308095 // Gemeinsame Normdatei — 2012—2016.
2. ↑  Volkmar Kohlschütter 1874–1938